# Pseudoterpna cinerascens
Pseudoterpna cinerascens là một loài bướm đêm trong họ Geometridae.